# Marcigny
Marcigny település Franciaországban, Saône-et-Loire megyében. Lakosainak száma 1711 fő (2022. január 1.). Marcigny Baugy, Artaix, Chambilly, Saint-Martin-du-Lac és Semur-en-Brionnais községekkel határos.

## Népesség
A település népességének változása:
| Lakosok száma | 1841 | 1809 | 1843 | 1780 | 1754 | 1727 | 1723 | 1720 | 1711 |
|               | 2013 | 2015 | 2016 | 2017 | 2018 | 2019 | 2020 | 2021 | 2022 |